# Lijst van geregistreerde aanduidingen voor Provinciale Statenverkiezingen (Groningen)
Hieronder staat een lijst van geregistreerde aanduidingen voor Provinciale Statenverkiezingen in de Nederlandse provincie Groningen.
Het stelsel dateert van 1989 (het jaar van inwerkingtreding van de Kieswet). De aanduidingen worden met een oplopend nummer door het centraal stembureau van de provincie in een register ingeschreven; zij worden vervolgens gepubliceerd in de Staatscourant.
Een organisatie die een aanduiding heeft laten registreren in het landelijke register voor de Tweede Kamerverkiezingen is tevens gerechtigd met deze aanduiding zonder nadere registratie deel te nemen aan verkiezingen voor de Provinciale Staten.
Een organisatie die een aanduiding heeft laten registreren in het provinciale register is tevens gerechtigd met deze aanduiding zonder nadere registratie deel te nemen aan gemeenteraadsverkiezingen in die provincie.
Kleurcodering
-  is in de zittingsperiode 2019-2023 vertegenwoordigd in de Provinciale Staten van Groningen;
-  is in het verleden vertegenwoordigd geweest in de Provinciale Staten;
-  heeft deelgenomen aan verkiezingen voor de Provinciale Staten zonder een zetel te behalen;
-  heeft niet deelgenomen aan verkiezingen voor de Provinciale Staten;[b]
-  is ingeschreven ná de laatste gehouden verkiezingen voor de Provinciale Staten.

| Registratie- nummer | Huidige of laatste aanduiding     | Vorige aanduiding(en)                             | Ingeschreven     | Geschrapt             |
| ------------------- | --------------------------------- | ------------------------------------------------- | ---------------- | --------------------- |
| 1.                  | OPPG                              |                                                   | 14 oktober 1998  | voor 14 december 2005 |
| 2.                  | De Groningers                     |                                                   | 4 december 1998  | voor 14 december 2005 |
| 3.                  | Partij voor het Noorden           |                                                   | 13 december 2002 |                       |
| 4.                  | Seniorenpartij Groningen          |                                                   | 23 oktober 2014  | 28 mei 2019           |
| 5.                  | Red het Noorden                   |                                                   | 18 december 2014 | 28 mei 2019           |
| 6.                  | Groninger Belang                  |                                                   | 18 december 2014 |                       |
| 7.                  | Vrij Mandaat                      |                                                   | 18 december 2014 | 28 mei 2019           |
| 8.                  | Groningen Centraal!               |                                                   | 18 december 2014 | 28 mei 2019           |
| 9.                  | StemNL                            |                                                   | 18 december 2014 | voor 30 augustus 2017 |
| 10.                 | Verenigde Communistische Partij   |                                                   | 18 december 2014 | 28 mei 2019           |
| 11.                 | Grunnegers veur Stad en Ommelaand |                                                   | 23 december 2014 | 28 mei 2019           |
| 12.                 | Groninger Volkspartij             | Gemeentebelangen Eemsdelta (tot 19 augustus 2020) | 28 mei 2019      |                       |
| 13.                 | Groningen Centraal!               |                                                   | 22 december 2022 |                       |